# FAI (Panzerwagen)
Der FAI (russisch ФАИ, kurz für Ford-A Ischorsky) war das erste in der Sowjetunion im industriellen Stil in Serie produzierte leichte Panzerwagen für die Rote Armee (RKKA). Das Fahrzeug war als Aufklärungsfahrzeug konzipiert.

## Entwicklung
Das Interesse der Roten Armee (RKKA – Rabotsche-krestjanskaja Krasnaja armija) entstand bereits aus dem Interesse des zaristischen Russlands vor der russischen Revolution heraus. Als die Autoindustrie in den 1920er Jahren auflebte, wollte die Armee zwei Kategorien von Fahrzeugen, ähnlich wie die Reichswehr, die sich aufteilten in leichte MG-Wagen und in schwere Waffenwagen mit Panzergeschützen. Der Name für diese Fahrzeuggruppe war Bronjeawtomobil, gepanzerte Automobile, bzw. BA, wenn in der Bezeichnung auch gelegentlich das A weggelassen wurde.
Man muss bedenken, dass die Kampfpanzer des Ersten Weltkrieges noch sehr langsam waren. Schon seit Napoleons Zeiten waren die großen Entfernungen zwischen den Städten ein taktisches Element der russischen Kriegsführung gewesen. Die gepanzerte Unterstützung der eigenen Kräfte in den Weiten Russlands für die eigene Kavallerie- und Infanterietruppen war deshalb für die sowjetische Militärführung in den 1920er bis 1930er Jahren anfänglich scheinbar eher mit den deutlich schneller fahrenden Radpanzern denkbar. Dies sollte sich mit der technischen Weiterentwicklung der Kettenfahrzeuge Ende der 1930er Jahre ändern, so dass die Bedeutung der gepanzerten Radfahrzeuge als Kampffahrzeuge abnahm.
Im Jahr 1927 wurde ein Fünfjahresplan erstellt, der die Fertigung von Panzerwagen beinhaltete.
Als Nachfolger für den D-8 Panzerwagen gedacht, baute der FAI auf dem Chassis des Personenwagens GAZ-A, der im Grunde eine Lizenzkopie des amerikanischen Ford Modell A war, auf. Gleichzeitig stellte dieses moderne Fahrwerk den größten Schwachpunkt des Fahrzeugs dar. Das Fahrwerk war nie für einen schweren Panzeraufbau entwickelt worden. Aus diesem Grund war der FAI, wie andere auf kommerziellen Fahrwerken aufgebaute Fahrzeuge, nicht geländetauglich, schwach gepanzert und nur leicht bewaffnet. Minen waren eine große Gefahr für Fahrzeug und Besatzung.
Der FAI hatte als Bewaffnung ein einzelnes 7,62-mm-DT-Maschinengewehr in einem Drehturm.
Im Gegensatz zu größeren gepanzerten Fahrzeugen der gleichen Zeit war der FAI vollständig geschweißt.
Eine frühe Lösung, um die Fahrfähigkeit auch bei Treffern in die Reifen zu erhalten, war eine Füllung mit Kork.

## Produktion und Einsatz
Zwischen 1933 und 1935 wurden 697 FAI im Ischorsky-Werk gefertigt.
Die Unzulänglichkeiten des FAI und seines Vorgängers des D-8 bzw. D-12 waren offensichtlich und schon bald wurde als Ersatz der BA-20 entwickelt. Den FAI kann man trotz großer Ähnlichkeit mit dem BA-20, eindeutig an den zwei Rundungen über Fahrer- und Beifahrerplatz erkennen.
Eingesetzt wurde das Fahrzeug ab 1935 bei der Roten Armee, den sowjetischen Grenztruppen (30 Stück), der mongolischen Volksrepublik (15 Stück ab 1936), den spanisch-republikanischen Truppen (20 Stück) und als Beute von der deutschen Wehrmacht, bei der die Nutzung mindestens eines FAI-M nachgewiesen ist.

## Varianten
- FAI-M: Der FAI-M war die modernisierte Ausführung des FAI. Nachdem ab 1935 im Ischorsky-Werk mit dem neuen Fahrwerk das GAZ-M1 gearbeitet werden konnte, waren größere Fahrzeuge möglich und die Fertigung wurde auf den neuen Typ BA-20 umgestellt. Doch es waren noch ca. 300 Aufbauten für den FAI vorhanden. So wurde im Jahr 1938 auf dem neuen Chassis des GAZ-M1 die FAI-M gebaut. Das Fahrzeug war etwas länger und hatte am Heck einen Überhang, auf dem das Ersatzrad montiert wurde. Auch die Speichenräder wurden durch Stahlfelgen des BA-20 ersetzt. Mit dem neuen 40-PS-Motor und einem 60-Liter-Tank stiegen die Maximalgeschwindigkeit auf 90 km/h und die Reichweite auf 315 Kilometer.

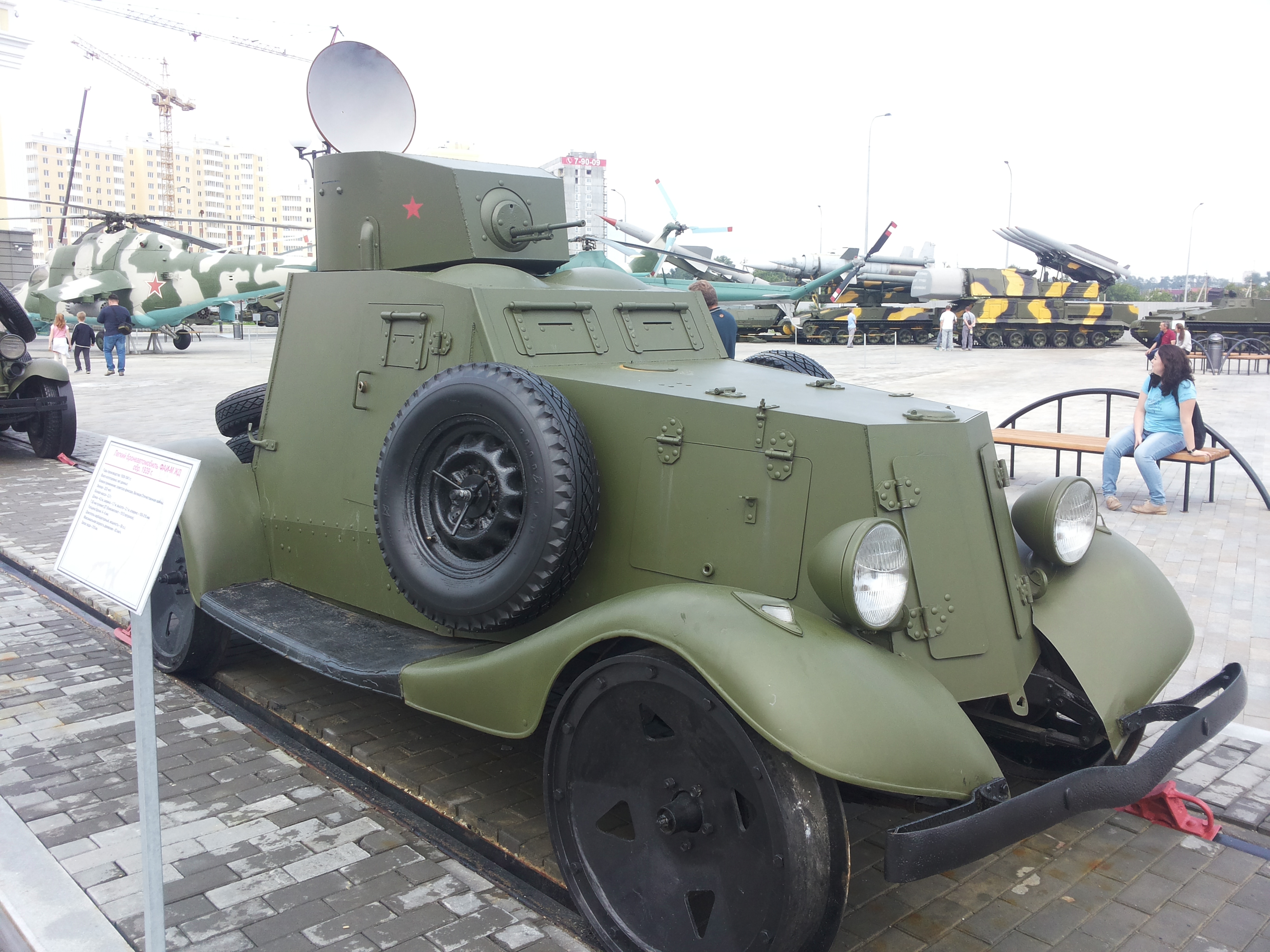
Erhaltener FAI sch-d in einem russischen Museum (2015)

- FAI sch-d: Im Jahr 1936 erhielten neun Fahrzeuge als Typ FAI – Schlesnaya doroga (Eisenbahn) einen Rüstsatz für den Schienenbetrieb.
- GAZ-TK: Aufbauend auf dem Chassis eines GAZ-AAA und ausgerüstet mit einem 71-TK Funksatz wurde um 1934–1935 versuchsweise ein Aufbau für einen Prototyp verwendet. Dieser Funkwagen ging nie in Serie.

## Erhaltene Fahrzeuge und Reproduktionen

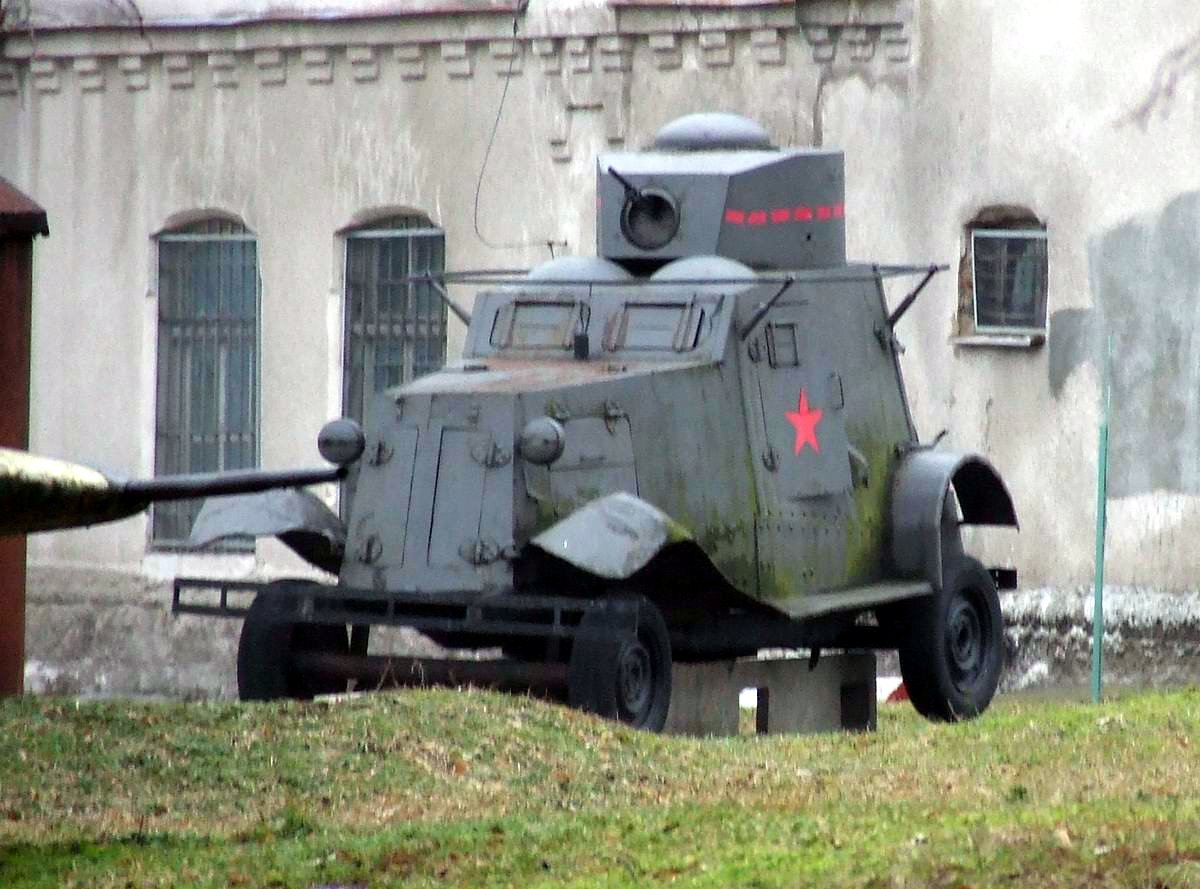
Erhaltener FAI in Białystok (2007)

- FAI: Armeemuseum in Białystok, Białystok (Polen) – Die Panzerung wurde in den 1980ern gefunden und mit einem UAZ-Fahrwerk versehen.
- FAI-M: Schmalspurbahnmuseum Pereslawl, Talizy, Oblast Jaroslawl (Russland) – In der Nähe von Nowgorod in einem Wald 1992 gefunden und restauriert, das Fahrwerk fehlte ursprünglich.
- FAI: Igor Shishkin Collection (Russland) – In Karelien gefunden, war Anfang 1940 im Winterkrieg verloren gegangen.
- FAI-M: Igor Shishkin Collection (Russland) – ohne nähere Angaben
- FAI oder FAI-M: Im Raum Chalchyn gol / Nomonhan-Schlachtfeld (Mongolei)
- FAI-Reproduktion: "Szare Szeregi” Reenactment Gruppe (Polen)
- FAI-M-Reproduktion: Zentralmuseum des Großen Vaterländischen Krieges, Moskau (Russland)
- FAI-M-Reproduktion: Militärtechnisches Museum in Werchnjaja Pyschma, Oblast Swerdlowsk (Russland)